# La Corta
La Corta es un barrio periférico perteneciente al distrito Bailén-Miraflores de la ciudad andaluza de Málaga, España. Se encuentra situado en la ladera oeste del Monte Coronado, cerca de la ronda oeste de Málaga. Limita al oeste con el barrio de San Alberto; y al sur, con los barrios de Carlinda y Florisol. Este barrio surgió en la década de 1990, concretamente en 1994, como alojamiento temporal para los vecinos del núcleo chabolista de El Bulto y la Huerta del Correo (hoy Hacienda Cabello).  
Al igual que ocurría con Los Asperones, se trata de una barriada de transición destinada a realojar a las familias que perdieron sus casas hasta que se les ofreciera un destino y alojamiento definitivo. Las 220 viviendas que conforman esta zona son propiedad de la Junta de Andalucía, pero gestionadas por el Ayuntamiento. Lo que en principio fue una decisión temporal, ha terminado por convertirse veinte años después en la residencia habitual de más de 200 familias que han visto crecer hasta tres generaciones. 
Podemos definir la barriada de La Corta como una zona marcada por el rechazo social, puesto que su imagen se relaciona a la delincuencia y las drogas, razón suficiente para suscitar miedo e inseguridad entre los vecinos de los distritos colindantes, que prefieren evitar el acceso a esta zona y el contacto con sus habitantes. Pese a encontrarse al margen de la sociedad, poco a poco se están observando grandes mejoras en esta barriada, que con el tiempo espera convertirse en una realidad integrada en el resto de la sociedad malagueña.  
Problemas de exclusión social
Para la ciudadanía malagueña, La Corta es sinónimo de delincuencia, drogas, prostitución, absentismo escolar y marginación, por lo que esta es la clara exclusión que sufre esta barriada.
Aunque parte de su población es gitana, también cuenta con inmigrantes y payos que llegaron a alguna de las viviendas sociales de las que el Ayuntamiento dispone para reubicar a familias en riesgo de exclusión social. Los problemas principales de exclusión que hemos observado son los siguientes:
- alto índice de desempleo
- pocas oportunidades de los jóvenes
- escasez de equipamiento y recursos
- mal estado de los edificios
- absentismo escolar
- delincuencia y drogas

## Transportes
En autobús queda conectado mediante las siguientes líneas de la EMT: 
| Línea | Trayecto                         | Recorrido | Frecuencia |
| ----- | -------------------------------- | --------- | ---------- |
| 6     | Alameda Principal - La Milagrosa | Recorrido | 50 minutos |